# Fritz Deutschendorf
Fritz Deutschendorf (* 31. Dezember 1914 in Stettin; † 1994 in Erfurt) war ein deutscher Gebrauchsgrafiker.

## Leben und Werk
Deutschendorf absolvierte in Stettin eine Lehre als Lithograf und besuchte daneben die Abendschule der Kunstgewerbeschule Stettin. Von 1935 bis 1939 arbeitete er in Stettin und in Erfurt als Drucker und Gebrauchsgrafiker. Dann wurde er zur Wehrmacht einberufen und nahm er am Zweiten Weltkrieg teil. Nach der Entlassung aus der Kriegsgefangenschaft arbeitete er in Erfurt als freischaffender Werbe- und Gebrauchsgrafiker. Er gehörte auf diesem Gebiet zu den wichtigen Künstler der DDR.
Öffentlichkeitswirksame Arbeiten Deutschendorfs waren vor allem Briefmarken für die Deutsche Post, Logos für Wirtschaftsunternehmen und politische und Werbe-Plakate.
Außerdem machte er die üblichen gebrauchsgrafischen Arbeiten, buchtypografische Arbeiten, und er entwarf zudem Satzschriften, die aber nicht veröffentlicht wurden.

## Ehrungen (Auswahl)
- 1959: Vierter Preis der Internationalen Buchkunstausstellung iba
- 1980: Verdienstmedaille der DDR
- 1988: Hans-Grundig-Medaille

## Weitere Werke (Auswahl)

### Entwürfe von Briefmarken der Deutschen Post
- Leipziger Herbstmesse 1959 (ein Wert)
- Leipziger Frühjahrsmesse 1960 (zwei Werte)
- Leipziger Herbstmesse 1960 (zwei Werte)
- 150. Geburtstag von Franz List (1961, vier Werte)
- Weltmeisterschaftsläufe für Motocross und für Motorräder (1963, der Werte)
- Vermisste Gemälde (1967, sechs Werte)
- Gemäldegalerie Neue Meister (1968, sechs Werte)
- Geschützte heimische Pflanzen (1969, sechs Werte)
- Werke russischer und sowjetischer Maler (1969, sechs Werte; mit Horst Neumann)
- 100 Jahre Pariser Kommune (1971, vier Werte)
- Sorbische Mädchen-Tanztrachten (1971, sechs Werte; mit Hanna Leitner)
- Leipziger Herbstmesse 1972 (zwei Werte)
- Europäische Giftpilze (1984, acht Werte)

### Plakate
- Erfurt blüht. Gartenschau 1950.[4]
- Gebrauchsgrafik im Bezirk Erfurt (1980)[5]

## Ausstellungen (unvollständig)
- 1947: Leipzig, Museum der Bildenden Künste („Buch – Schrift – Werbekunst. Schau des graphischen Schaffens seit 1945“)
- 1959: Leipzig, Internationale Buchkunstausstellung iba
- 1962/1962, 1972/1973, 1977/1978 und 1982/1983: Dresden, Fünfte Deutsche Kunstausstellung und VII. bis IX. Kunstausstellung der DDR
- 1975, 1979 und 1984: Erfurt, Bezirkskunstausstellungen
- 1980/1981: Erfurt, Galerie am Fischmarkt („Gebrauchsgrafik im Bezirk Erfurt“)
- 1985: Erfurt, Gelände der Internationalen Gartenbauausstellung („Künstler im Bündnis“)